# Рівне (Самарівський район)
Рі́вне — село в Україні, в Перещепинській міській громаді Самарівського району Дніпропетровської області. Населення за переписом 2001 року становить 169 осіб.

## Географія
Село Рівне знаходиться за 3 км від лівого берега річки Оріль, на відстані 2,5 км від села Багате. По селу протікає пересихаючий струмок з загатою. Поруч проходять автомобільні дороги Т 0412 і Т 0440.